# Marquesado de Cartagena
El Marquesado de Cartagena es un título nobiliario español creado el 29 de abril de 1799 por el rey Carlos IV a favor de Luis María Ramírez de Cartagena y Blázquez de Bocanegra, teniente de Navío de la Real Armada y regidor perpetuo de Cádiz. El mayorazgo de Cartagena y la hidalguía fueron recibidos por Pedro de Cartagena el 22 de noviembre de 1440, lo que permitió establecer el nombre del linaje de los Santa María como de los Cartagena, sancionado por disposición real. En 1799 el mayorazgo de Cartagena fue convertido en marquesado de Cartagena.